# Politropski proces
Politropski proces bilo je koji termodinamički proces koji se može opisati pomoću jednadžbe:
{\displaystyle pV^{n}=C}
ovdje je {\displaystyle p} tlak, {\displaystyle V} volumen, {\displaystyle n} politropski eksponent, a {\displaystyle C} integracijska konstanta.
Jednadžba politropskog procesa opisuje procese širenja i kompresije idealnog plina  koji mogu uključivati i prijenos topline.

## Posebni slučajevi
Pomoću jednadžbe politropskog procesa mogu se na vrlo kompaktan način izreči ostali poznati termodinamički procesi (izotermni, izobarni, izohorni...) mijenjajuči samo iznos politropskog eksponenta {\displaystyle n}. 
Različiti iznosi {\displaystyle n} odgovaraju različitim procesima: 
- {\displaystyle n=0} za izobarni proces,
- {\displaystyle n=+\infty } za izohorni proces
- {\displaystyle n=1} za izotermni proces
- {\displaystyle n=\kappa } za izentropski proces.

Ovdje {\displaystyle \kappa } označava izentropski eksponent koji je jednak omjeru specifičnih toplinskih kapaciteta:
{\displaystyle \kappa ={\frac {c_{p}}{c_{v}}}>1}.
Prvi zapis izentropskog procesa pomoću politropske jednadžbe, zapisao je francuski matematičar Siméon Denis Poisson.
Politropski eksponent {\displaystyle n} za opčeniti slučaj definira se kao:
{\displaystyle n:={\frac {c_{p}-c_{n}}{c_{v}-c_{n}}}}.
Politropski eksponent {\displaystyle n} može naravno poprimiti sve vrijednosti {\displaystyle \mathbb {R} .}